# Festoxid-Elektrolyseurzelle

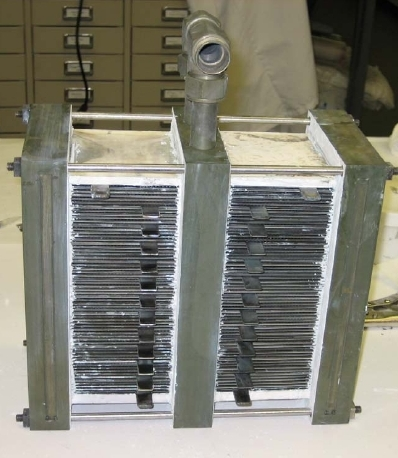
SOEC-60-Zellenstapel.

Eine Festoxid-Elektrolyseurzelle (englisch solid oxide electrolyzer cell, SOEC) ist eine Festoxid-Brennstoffzelle (SOFC), die im reversen Modus betrieben wird, um die Elektrolyse von Wasser (und/oder Kohlendioxid) zu erreichen. Unter Verwendung von Festoxid- oder Keramikelektrolyten werden Wasserstoffgas (und/oder Kohlenstoffmonoxid) und Sauerstoff produziert. Die Herstellung von reinem Wasserstoff ist überzeugend, da es sich um einen sauberen Kraftstoff handelt, der leicht zu lagern ist. Dies macht ihn zu einer potenziellen Alternative zu Batterien, die eine relativ geringe Speicherkapazität haben und derzeit viel Abfall produzieren. Die Elektrolyse ist derzeit die vielversprechendste Methode zur Wasserstofferzeugung aus Wasser, da sie eine hohe Umwandlungseffizienz aufweist und im Vergleich zu thermochemischen und photokatalytischen Methoden einen relativ geringen Energieeinsatz erfordert.

## Prinzip
Festoxid-Elektrolyseurzellen arbeiten bei typischen Temperaturen zwischen 500 und 850 °C, bei denen die Hochtemperatur-Elektrolyse einsetzt. Diese Betriebstemperaturen sind ähnlich wie die Bedingungen für eine SOFC. Die Nettozellenreaktion ergibt Wasserstoff- und Sauerstoffgase. Die Reaktionen für ein Mol Wasser sind unten aufgeführt, mit Oxidation von Wasser findet an der Anode statt und die Reduktion von Wasser an der Kathode.
{\displaystyle {\ce {Anode: O^{2}- -> {\frac {1}{2}}O2 + 2e-}}}
{\displaystyle {\ce {Kathode: H2O + 2e- -> H2 + O^{2}-}}}
{\displaystyle {\ce {Nettoreaktion: H2O -> H2 + {\frac {1}{2}}O2}}}
Die Elektrolyse von Wasser bei 298 K (25 °C) erfordert 285,83 kJ Energie pro Mol. Die Reaktion wird mit steigender Temperatur zunehmend endotherm. Der Energiebedarf kann sich jedoch aufgrund der Joule-Heizung einer Elektrolysezelle, die in der Wasserelektrolyse verwendet werden kann, bei hohen Temperaturen verringern. Es wird derzeit erforscht, Wärme aus externen Quellen wie konzentrierenden solarthermischen Kollektoren und Geothermiequellen einzubringen.

## Betrieb
Die allgemeine Funktion der Elektrolysezelle besteht darin, Wasser in Form von Dampf in reines H2 und O2 aufzuspalten. In die poröse Kathode wird Dampf eingespeist. Wenn eine Spannung angelegt wird, bewegt sich der Dampf zur Kathoden-Elektrolyt-Grenzfläche und wird reduziert, um reines H2 und Sauerstoffionen zu bilden. Das Wasserstoffgas diffundiert dann durch die Kathode zurück und wird an seiner Oberfläche als Wasserstoffbrenngas gesammelt, während die Sauerstoffionen durch den dichten Elektrolyten geleitet werden. Das Elektrolyt muss so dicht sein, dass Dampf und das Wasserstoffgas nicht hindurch diffundieren können und die Rekombination von H2 und O2− verhindern. An der Grenzfläche zwischen Elektrolyt und Anode werden die Sauerstoffionen oxidiert, um reines Sauerstoffgas zu bilden, das an der Oberfläche der Anode gesammelt wird.

## Materialien
Festoxidelektrolysezellen folgen dem gleichen Aufbau einer Festoxidbrennstoffzelle, bestehend aus einer Brennstoffelektrode (Kathode), einer Sauerstoffelektrode (Anode) und einem Festoxidelektrolyten.

### Elektrolyt
Das gebräuchlichste Elektrolyt, das ebenfalls Festoxidbrennstoffzellen ähnelt, ist ein dichter Ionenleiter, der aus ZrO2 besteht, das mit 8 Mol-% Y2O3 dotiert ist (auch als YSZ bekannt). Zirkoniumdioxid wird wegen seiner hohen Festigkeit und Schmelztemperatur (ca. 2700° C) und hervorragender Korrosionsbeständigkeit verwendet. Y2O3 wird zugesetzt, um den Phasenübergang von der tetragonalen zur monoklinen Phase beim raschen Abkühlen zu mildern, was zu Rissen führen und die Leitfähigkeit des Elektrolyten durch Streuung verringern kann. Einige andere gebräuchliche Optionen für SOEC sind Scandium-stabilisiertes Zirkoniumdioxid, Elektrolyte auf Ceroxidbasis oder Lanthan-Gallat-Materialien. Trotz der Materialähnlichkeit zu Festoxidbrennstoffzellen sind die Betriebsbedingungen unterschiedlich, was zu Problemen wie hohen Dampfkonzentrationen an der Brennstoffelektrode und hohen Sauerstoffpartialdruck an der Grenzfläche zwischen Elektrolyt und Sauerstoffelektrode führt. Eine Studie aus dem Jahr ergab, dass das periodische Wechseln einer Zelle zwischen dem Elektrolyseur- und dem Brennstoffzellenmodus den Sauerstoffpartialdruck verringert und die Lebensdauer der Elektrolyseurzelle drastisch verlängert.

### Brennstoffelektrode (Kathode)
Das gebräuchlichste Brennstoffelektrodenmaterial ist ein Ni-dotiertes YSZ, jedoch verursachten hohe Dampfpartialdrücke und niedrige Wasserstoffpartialdrücke an der Ni-YSZ-Grenzfläche eine Oxidation des Nickels und führten zu einem irreversiblen Abbau. Lanthan-Strontium-Mangan (LSM) vom Perovskit-Typ wird üblicherweise auch als Kathodenmaterial verwendet. Studien haben gezeigt, dass das Dotieren von LSM mit Scandium zur Bildung von LSMS die Beweglichkeit von Oxidionen in der Kathode fördert, die Reduktionskinetik an der Grenzfläche zum Elektrolyten erhöht und somit zu einer höheren Leistung bei niedrigen Temperaturen führt als herkömmliche LSM-Zellen. Es ist jedoch eine weiter Entwicklung der Sinterprozessparameter erforderlich, um die Ausfällung von Scandiumoxid in das LSM-Gitter zu verhindern. Diese Niederschlagsteilchen sind problematisch, weil sie die Elektronen- und Ionenleitung behindern können. Insbesondere werden die Verarbeitungstemperatur und die Konzentration von Scandium im LSM untersucht, um die Eigenschaften der LSMS-Kathode zu optimieren. Neue Materialien wie Lanthan-Strontium-Mangan-Chromat (LSCM), das sich unter Elektrolysebedingungen als stabiler erwiesen hat, werden derzeit untersucht. LSCM hat eine hohe Redoxstabilität, was insbesondere an der Grenzfläche zum Elektrolyten von entscheidender Bedeutung ist. Scandium-dotiertes LCSM (LSCMS) wird wegen seiner hohen Ionenleitfähigkeit auch als Kathodenmaterial erforscht. Das Seltenerdelement verursacht jedoch erhebliche Materialkosten und es wurde festgestellt, dass es eine leichte Abnahme der Gesamtmischleitfähigkeit verursacht. Gleichwohl haben LCSMS-Materialien bereits bei Temperaturen von 700 °C eine hohe Effizienz bewiesen.

### Sauerstoffelektrode (Anode)
Lanthan-Strontium-Manganat (LSM) ist das häufigste Sauerstoffelektrodenmaterial. LSM bietet unter Elektrolysebedingungen eine hohe Leistung, da unter anodischer Polarisation Sauerstoffleerstellen entstehen, die die Sauerstoffdiffusion unterstützen. Darüber hinaus wurde festgestellt, dass das Imprägnieren der LSM-Elektrode mit GDC-Nanopartikeln die Lebensdauer der Zellen verlängert, indem eine Delaminierung an der Grenzfläche zwischen Elektrode und Elektrolyt verhindert wird. Der genaue Mechanismus, wie dies geschieht, muss weiter untersucht werden. In einer Studie von 2010 wurde festgestellt, dass Neodym Nickelat als Anodenmaterial das 1,7-fache der Stromdichte typischer LSM-Anoden lieferte, wenn es in eine kommerzielle SOEC integriert und bei 700 °C betrieben wurde und ungefähr der 4-fachen Stromdichte bei Betrieb mit 800 °C. Es wird angenommen, dass die gesteigerte Leistung auf eine höhere „Überstöchimetrie“ des Sauerstoffs im Neodym-Nickelat zurückzuführen ist, was es zu einem erfolgreichen Leiter sowohl für Ionen als auch für Elektronen macht.
Zu den Vorteilen von regenerativen Brennstoffzellen auf Festoxidbasis zählen hohe Wirkungsgrade, da sie nicht auf ihren Carnot-Wirkungsgrad beschränkt sind. Weitere Vorteile sind Langzeitstabilität, Kraftstoffflexibilität, geringe Emissionen und niedrige Betriebskosten. Der größte Nachteil ist jedoch die hohe Betriebstemperatur. Dies führt zu langen Anlauflaufzeiten. Die hohe Betriebstemperatur führt auch zu mechanischen Problemen wie Wärmeausdehnung, Fehlpaarungen und chemische Stabilitätsprobleme wie Diffusion zwischen Materialschichten in der Zelle.
Im Prinzip könnte der Prozess jeder Brennstoffzelle aufgrund der inhärenten Reversibilität chemischer Reaktionen umgekehrt werden. Eine gegebene Brennstoffzelle ist in der Regel für den Betrieb in einem Modus optimiert und darf nicht so gebaut werden, dass er rückwärts betrieben werden kann. Brennstoffzellen, die rückwärts betrieben werden, stellen möglicherweise keine sehr effizienten Systeme dar, es sei denn, sie sind dafür konstruiert, wie im Fall von Festoxid-Elektrolyseurzellen. Hochdruckelektrolyseure, reversible Brennstoffzellen und regenerative Brennstoffzellen. Derzeit werden jedoch Forschungsarbeiten durchgeführt, um Systeme zu untersuchen, in denen eine Festoxidzelle effizient in beide Richtungen betrieben werden kann.

### Delamination
Es wurde beobachtet, dass sich Brennstoffzellen, die im Elektrolysemodus betrieben werden, hauptsächlich aufgrund von Anodenablösung vom Elektrolyten verschlechtern. Das Ablösen ist das Ergebnis eines hohen Sauerstoffpartialdrucks an der Grenzfläche zwischen Elektrolyt und Anode. Poren in dem Elektrolyt-Anoden-Material wirken so, dass sie hohen Sauerstoffpartialdruck begrenzen, die eine Spannungskonzentration in dem umgebenden Material induzieren. Die maximal induzierte Spannung kann in Form des inneren Sauerstoffdrucks unter Verwendung der folgenden Gleichung aus der Bruchmechanik ausgedrückt werden:
{\displaystyle \sigma _{\text{max}}=2P_{O2}\left({\frac {c}{\rho }}\right)^{1/2}}
wobei {\displaystyle c} die Länge des Risses oder der Pore ist und {\displaystyle \rho } ist der Krümmungsradius des Risses oder der Pore. Wenn {\displaystyle \sigma _{\text{max}}} die theoretische Festigkeit des Materials überschreitet, breitet sich der Riss aus, was makroskopisch zu einer Delamination führt.
Virkar et al. erstellte ein Modell zur Berechnung des inneren Sauerstoffpartialdrucks aus dem den Elektroden ausgesetzten Sauerstoffpartialdruck mit den elektrolytbeständigen Eigenschaften. Der Innendruck von Sauerstoff an der Elektrolyt-Anoden-Grenzfläche wurde als modelliert:
{\displaystyle P_{O2}^{a}=P_{O2}^{Ox}\exp \left[-{\frac {4F}{RT}}\left\{{\frac {E_{a}r_{e}^{a}}{R_{e}}}-{\frac {(E_{a}-E_{N})r_{i}^{a}}{R_{i}}}\right\}\right]}
{\displaystyle =P_{O2}^{Ox}\exp \left[-{\frac {4F}{RT}}\left\{(\phi ^{Ox}-\phi ^{a})-{\frac {(E_{a}-E_{N})r_{i}^{a}}{R_{i}}}\right\}\right]}
wobei {\displaystyle P_{O2}^{Ox}} ist der Sauerstoffpartialdruck, der der Sauerstoffelektrode (Anode) ausgesetzt ist, {\displaystyle r-e^{a}} ist der flächenspezifische elektronische Widerstand an der Anodenschnittstelle, {\displaystyle r_{i}^{a}} ist der flächenspezifische Ionenwiderstand an der Anodengrenzfläche, {\displaystyle E_{a}} ist die angelegte Spannung, {\displaystyle E_{N}} ist das Nernst-Potenzial, {\displaystyle R_{e}} und {\displaystyle R_{i}} sind die spezifischen Gesamtwiderstände der elektronischen und der ionischen Fläche, und {\displaystyle \phi ^{Ox}} und {\displaystyle \phi ^{a}} sind die elektrischen Potentiale an der Anodenoberfläche bzw. der Anodenelektrolytgrenzfläche.
Im Elektrolysemodus {\displaystyle \phi ^{Ox}}>{\displaystyle \phi ^{a}} and {\displaystyle E_{a}}>{\displaystyle E_{N}}. Ob {\displaystyle P_{O2}^{a}} ist größer als {\displaystyle P_{O2}^{Ox}} wird festgelegt, ob ({\displaystyle \phi ^{Ox}}-{\displaystyle \phi ^{a}} ) or {\displaystyle {\frac {E_{a}r_{e}^{a}}{R_{e}}}} ist größer als {\displaystyle {\frac {(E_{a}-E_{N})r_{i}^{a}}{R_{i}}}}. Der innere Sauerstoffpartialdruck wird durch Erhöhen des elektronischen Widerstands an der Anodengrenzfläche und Verringern des Ionenwiderstands an der Anodengrenzfläche minimiert.
Die Ablösung der Anode vom Elektrolyten erhöht den Widerstand der Zelle und erfordert höhere Betriebsspannungen, um einen stabilen Strom aufrechtzuerhalten. Höhere angelegte Spannungen erhöhen den inneren Sauerstoffpartialdruck und verschlimmern den Abbau.

## Anwendungen
SOECs könnten bei der Kraftstoffherstellung, beim Kohlendioxidrecycling und bei der chemischen Synthese eingesetzt werden. Zusätzlich zur Erzeugung von Wasserstoff und Sauerstoff könnte eine SOEC zur Erzeugung von Synthesegas durch Elektrolyse von Wasserdampf und Kohlendioxid verwendet werden. Diese Umwandlung könnte für Anwendungen der Energieerzeugung und Speicherung von Bedeutung sein.
Das Massachusetts Institute of Technology testet die Methode auf der Mars-2020-Rover-Mission als Mittel zur Erzeugung von Sauerstoff auf dem Mars; das Experiment wird MOXIE genannt. Der Sauerstoff könnte zukünftig dann sowohl für den menschlichen Bedarf als auch zur Nutzung in Raketenantrieben dienen.

## Betriebsbedingungen
Das SOEC-Modul kann in drei verschiedenen Betriebsarten betrieben werden: thermoneutral, exotherm und endotherm. Im exothermen Modus steigt die Stapeltemperatur während des Betriebs aufgrund des Wärmestaus an und diese Wärme wird zum Vorwärmen des Einlassgases verwendet. Daher wird die externe Wärmequelle nicht benötigt, während der Stromverbrauch steigt. In dem endothermen Stapelbetriebsmodus gibt es eine Zunahme des Wärmeenergieverbrauchs und eine Verringerung des elektrischen Energieverbrauchs und der Wasserstoffproduktion, da die durchschnittliche Stromdichte ebenfalls abnimmt. Der dritte Modus ist thermoneutral, bei dem die durch irreversible Verluste erzeugte Wärme der durch die Reaktion benötigten Wärme entspricht. Da es zu Verlusten kommt, wird eine externe Wärmequelle benötigt. Dieser Modus verbraucht mehr Strom als der endotherme Betriebsmodus.